# Luis Tramoyeres

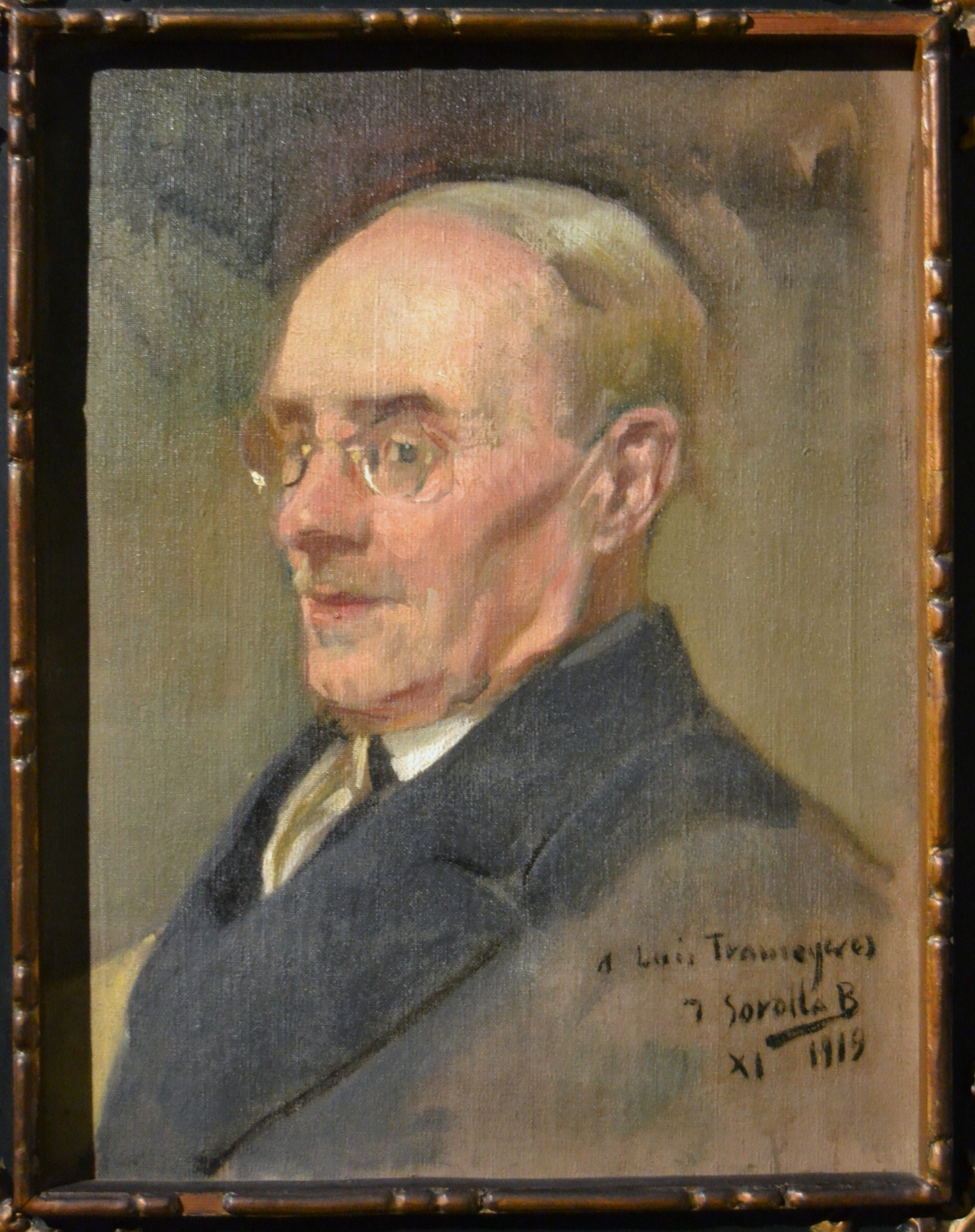
Retrato de Luis Tramoyeres, por Joaquín Sorolla. 1919. (Museo de Bellas Artes de Valencia).

Luis Tramoyeres Blasco (Valencia, 1 de septiembre de 1854-Valencia, 30 de octubre de 1920) fue un historiador del arte español.

## Biografía
Estudió Filosofía y Letras en la Universidad de Valencia. Desde muy joven se dedicó al periodismo, colaborando con El Mercantil Valenciano, como corresponsal de guerra en la campaña del Norte durante la tercera guerra carlista y luego en Las Provincias en la sección cultural.
Después inició su faceta como investigador, con la publicación de artículos en la revista El Archivo, que había sido fundada por el archivero de la catedral de Valencia, Roque Chabás. Ganó la plaza de oficial del Archivo Municipal de Valencia en 1890, lo que le permitió el acceso a fondos históricos para su labor de investigación. Fue miembro de Lo Rat Penat y se adhirió al movimiento de la Renaixença valenciana. Fue nombrado catedrático de la Escuela de la Real Academia de Bellas Artes de San Carlos, entidad desde la que hizo una importante labor de impulso a la constitución del Museo de Bellas Artes valenciano, ordenando las colecciones con rigor histórico y abriendo los salones dedicados al arte moderno en las dependencias del antiguo Convento del Carmen. También consiguió que la administración del Estado se hiciera cargo del presupuesto del centro. En 1915 fundó la revista Archivo de Arte Valenciano en el seno de la Academia, que dirigió hasta su muerte. Fue secretario de la Real de San Carlos, miembro correspondiente de la Real Academia de la Historia y de la Real Academia de Bellas Artes de San Fernando.

## Obras destacadas
| - 1879 Estudi sobre la profitosa influència que la restauració de la llengua llemosina puga tindre en el progrés provincial, sens prejuí del nacional, premiada por Lo Rat Penat - 1880 Los periódicos de Valencia: apuntes para formar una biblioteca de todos los publicados desde 1529 hasta nuestros días, (Revista de Valencia) - 1883 Las cofradías de oficios de Valencia - 1889 Instituciones gremiales, su origen y organización en Valencia, editada por el Ayuntamiento de Valencia - 1891 Pinturas murales del Salón de las Cortes de Valencia - 1898 La cerámica valenciana - 1900 La pintura alemana en Valencia - 1901 Lo Rat Penat en el escudo de armas de Valencia - 1903 El escultor valenciano Damià Forment - 1906 Hierros artísticos valencianos - 1907 El pintor Luis Dalmau - 1908 Aldabones valencianos | - 1908 Los cuatrocentistas valencianos - 1908 El Renacimiento italiano en Valencia - 1909 Una obra de talla del siglo XV. El artesonado de la Sala Daurada - 1910 La Biblia Valenciana de Bonifacio Ferrer - 1911 El tratado de la agricultura de Paladio - 1912 El pintor valenciano Jerónimo Jacinto Espinosa - 1912 Los maestros naturalistas en la pintura valenciana. Francisco de Ribalta - 1912 El arte funerario en el estilo ojival y del Renacimiento según los modelos conservados en el Museo - 1913 La Virgen de la Leche en el arte - 1914 El Museo de Bellas Artes de Valencia, su pasado y su presente - 1914 Museo de Bellas Artes de Valencia. Las nuevas salas de López y Muñoz Degrain. Memoria descriptiva |